# Ирена Вујовић
Ирена Вујовић (Београд, 3. април 1983) српска је политичарка и економиста. Функционерка је Српске напредне странке (СНС) и председница Градске општине Савски венац. Изабрана је за министарку заштите животне средине 28. октобра 2020. године, у другом кабинету владе Ане Брнабић.

## Образовање
Завршила је је основне и мастер студије на Геоекономском факултету (Факултет за међународну економију Мегатренд универзитета). Уписала је докторске студије на Факултету за међународну економију Мегатренд универзитета.
Од 2005. до 2008. године била је координатор сарадње у Одељењу за међународну сарадњу Универзитета „Џон Незбит”. Такође, била је сарадник у настави на предметима Савремена руска економија и Економија постсовјетског простора.
Течно говори енглески и руски језик. Удала се децембра 2022. за Нинослава Цмолића.

## Политичка каријера
Чланица је Српске напредне странке од 2008. године. Била је чланица Главног одбора, а за чланицу Председништва СНС изабрана је 28. маја 2016. године на изборној скупштини странке.
Након избора 2012. и 2014. године изабрана је за народну посланицу у Скупштини Србије. Била је заменик председника Одбора за спољне послове, члан Одбора за административно-буџетска и мандатно-имунитетска питања, члан Одбора за привреду, регионални развој, трговину, туризам и енергетику, као и шеф сталне делегације Парламентарне скупштине Црноморске економске сарадње.
Након избора 2014. године, у мају градоначелник Београда Синиша Мали именовао је за помоћницу градоначелника задужену за област друштвених делатности. Због ове функције дала је оставку на посланички мандат, јер је Агенција за борбу против корупције саопштила да она не може истовремено да обавља и функцију помоћнице градоначелника Београда.
Од 2015. године је на челу Савета за родну равноправност. Заменица је председника Савета за права детета и политички је представник Београда у мрежи великих европских градова (Eurocities).
Након локалних избора 2016. године, изабрана је за председницу општине Савски венац, када је напустила функцију помоћнице градоначелника Београда. И на изборима за одборнике Скупштине града Београда у марту 2018. године била је на листи кандидата Српске напредне странке.